# Harpactea nachitschevanica
Harpactea nachitschevanica là một loài nhện trong họ Dysderidae.
Loài này thuộc chi Harpactea. Harpactea nachitschevanica được miêu tả năm 1991 bởi Dunin.